# Куп европских шампиона у рагбију 1995/96.
Куп европских шампиона у рагбију 1995/96 из спонзорских разлога познат и као "Хајникен куп" 1995/96 (службени назив: 1995–96 Heineken Cup) је било 1. издање овог најелитнијег клупског рагби такмичења Старог континента. Учествовало је 12 тимова из 6 европских земаља, а шкотски и енглески рагби клубови су одбили да учествују.
После групне фазе, играло се полуфинале и финале. У финалу је у Кардифу на националном стадиону, француски Тулуз победио Кардиф РФК и освојио титулу првака Европе.

## Учесници
- Олимпик Кастр  Француска
- Тулуз (рагби јунион)  Француска
- Бордо бегл  Француска
- Кардиф РФК  Велс
- Понтиприд РФК  Велс
- Свонзи РФК  Велс
- Ленстер рагби  Република Ирска
- Манстер рагби  Република Ирска
- Алстер рагби  Северна Ирска
- Фарул Констанца  Румунија
- Бенетон Тревизо (рагби јунион)  Италија
- Милано рагби  Италија

## Групна фаза
12 тимова били су подељени у 4 групе, 2 бода се добијало за победу, 1 бод за нерешено. Групна фаза се играла од 31. октобра до 15. децембра по једнокружном систему без реванша.
Група 1
Констанца - Тулуз 10-54
Бенетон - Констанца 86-8
Тулуз - Бенетон 18-9
Група 2
Бордо - Кардиф 14-4
Кардиф - Алстер 46-6
Алстер - Бордо 16-29
Група 3
Милано - Ленстер 21-24
Понтиприд - Милано 31-12
Ленстер - Понтиприд 23-22
Група 4
Манстер - Свонзи 17-13
Кастр - Манстер 19-12
Свонзи - Кастр 22-10

## Завршница такмичења
У полуфинале су се пласирала два велшка тима, један француски клуб и један ирски рагби тим. У финалу је виђена велика борба између велшког Кардифа и француског Стад Тулуза. Финале је одиграно 6. јануара 1996., на националном стадиону у Кардифу. После продужетака победио је славни француски клуб.
Полуфинале
Ленстер - Кардиф 14-23
Тулуз - Свонзи 30-3
Финале
Кардиф - Тулуз 18-21